# Marguerite Poullain
Marguerite Poullain, född 1537, död 1613, var en fransk köpman. Hon är känd som den rikaste köpmannen i Nantes under 1500-talet, och den enda kvinnliga köpmannen som blivit medlem i Contractation, köpmännasällskapet i Nantes.
Hon var dotter till Nantes-köpmannen Julien Poullain, sieur de La Branchoire (d. 1554) och Isabeau Houys. Hon gifte sig 1557 med Nantes-köpmannen Pierre d'Espinose (d. 1566), med vilken hon fick sex barn. Hennes systrar gifte sig med andra viktiga köpmän, och hennes bror Robert var borgmästare 1576. 
Både hennes far och hennes make var rika och framstående borgare i Nantes, som då var en viktig fransk köpstad. De spanskättade familjerna d'Espinose och Marques samt Poullain var de mest betydande köpmansfamiljerna, som dominerade det mäktiga köpmannasällskapet Contractation, som kontrollerade stadens handel. 
Hon tog över makens affärsföretag då hon blev änka 1566. Hon var framgångsrik och tycks ha utökat makens redan stora förmögenhet ytterligare. Hon har kallats 1500-talets största köpman i Nantes. Hon valdes in i Contractation och tycks ha varit dess ledare 1603-1605, strax innan hon tycks ha dragit sig tillbaka på grund av ålder. Det var en anmärkningsvärd position för en kvinna, särskilt som hon var den enda kvinnan i sällskapets historia. Hon avled 1613, och hennes förmögenhet delades upp till arvingarna 1618. 